# Бечка партија
|   | a | b | c | d | e | f | g | h |   |
| 8 | a8 black rook · b8 black knight · c8 black bishop · d8 black queen · e8 black king · f8 black bishop · g8 black knight · h8 black rook · a7 black pawn · b7 black pawn · c7 black pawn · d7 black pawn · f7 black pawn · g7 black pawn · h7 black pawn · e5 black pawn · e4 white pawn · c3 white knight · a2 white pawn · b2 white pawn · c2 white pawn · d2 white pawn · f2 white pawn · g2 white pawn · h2 white pawn · a1 white rook · c1 white bishop · d1 white queen · e1 white king · f1 white bishop · g1 white knight · h1 white rook | a8 black rook · b8 black knight · c8 black bishop · d8 black queen · e8 black king · f8 black bishop · g8 black knight · h8 black rook · a7 black pawn · b7 black pawn · c7 black pawn · d7 black pawn · f7 black pawn · g7 black pawn · h7 black pawn · e5 black pawn · e4 white pawn · c3 white knight · a2 white pawn · b2 white pawn · c2 white pawn · d2 white pawn · f2 white pawn · g2 white pawn · h2 white pawn · a1 white rook · c1 white bishop · d1 white queen · e1 white king · f1 white bishop · g1 white knight · h1 white rook | a8 black rook · b8 black knight · c8 black bishop · d8 black queen · e8 black king · f8 black bishop · g8 black knight · h8 black rook · a7 black pawn · b7 black pawn · c7 black pawn · d7 black pawn · f7 black pawn · g7 black pawn · h7 black pawn · e5 black pawn · e4 white pawn · c3 white knight · a2 white pawn · b2 white pawn · c2 white pawn · d2 white pawn · f2 white pawn · g2 white pawn · h2 white pawn · a1 white rook · c1 white bishop · d1 white queen · e1 white king · f1 white bishop · g1 white knight · h1 white rook | a8 black rook · b8 black knight · c8 black bishop · d8 black queen · e8 black king · f8 black bishop · g8 black knight · h8 black rook · a7 black pawn · b7 black pawn · c7 black pawn · d7 black pawn · f7 black pawn · g7 black pawn · h7 black pawn · e5 black pawn · e4 white pawn · c3 white knight · a2 white pawn · b2 white pawn · c2 white pawn · d2 white pawn · f2 white pawn · g2 white pawn · h2 white pawn · a1 white rook · c1 white bishop · d1 white queen · e1 white king · f1 white bishop · g1 white knight · h1 white rook | a8 black rook · b8 black knight · c8 black bishop · d8 black queen · e8 black king · f8 black bishop · g8 black knight · h8 black rook · a7 black pawn · b7 black pawn · c7 black pawn · d7 black pawn · f7 black pawn · g7 black pawn · h7 black pawn · e5 black pawn · e4 white pawn · c3 white knight · a2 white pawn · b2 white pawn · c2 white pawn · d2 white pawn · f2 white pawn · g2 white pawn · h2 white pawn · a1 white rook · c1 white bishop · d1 white queen · e1 white king · f1 white bishop · g1 white knight · h1 white rook | a8 black rook · b8 black knight · c8 black bishop · d8 black queen · e8 black king · f8 black bishop · g8 black knight · h8 black rook · a7 black pawn · b7 black pawn · c7 black pawn · d7 black pawn · f7 black pawn · g7 black pawn · h7 black pawn · e5 black pawn · e4 white pawn · c3 white knight · a2 white pawn · b2 white pawn · c2 white pawn · d2 white pawn · f2 white pawn · g2 white pawn · h2 white pawn · a1 white rook · c1 white bishop · d1 white queen · e1 white king · f1 white bishop · g1 white knight · h1 white rook | a8 black rook · b8 black knight · c8 black bishop · d8 black queen · e8 black king · f8 black bishop · g8 black knight · h8 black rook · a7 black pawn · b7 black pawn · c7 black pawn · d7 black pawn · f7 black pawn · g7 black pawn · h7 black pawn · e5 black pawn · e4 white pawn · c3 white knight · a2 white pawn · b2 white pawn · c2 white pawn · d2 white pawn · f2 white pawn · g2 white pawn · h2 white pawn · a1 white rook · c1 white bishop · d1 white queen · e1 white king · f1 white bishop · g1 white knight · h1 white rook | a8 black rook · b8 black knight · c8 black bishop · d8 black queen · e8 black king · f8 black bishop · g8 black knight · h8 black rook · a7 black pawn · b7 black pawn · c7 black pawn · d7 black pawn · f7 black pawn · g7 black pawn · h7 black pawn · e5 black pawn · e4 white pawn · c3 white knight · a2 white pawn · b2 white pawn · c2 white pawn · d2 white pawn · f2 white pawn · g2 white pawn · h2 white pawn · a1 white rook · c1 white bishop · d1 white queen · e1 white king · f1 white bishop · g1 white knight · h1 white rook | 8 |
| 7 | a8 black rook · b8 black knight · c8 black bishop · d8 black queen · e8 black king · f8 black bishop · g8 black knight · h8 black rook · a7 black pawn · b7 black pawn · c7 black pawn · d7 black pawn · f7 black pawn · g7 black pawn · h7 black pawn · e5 black pawn · e4 white pawn · c3 white knight · a2 white pawn · b2 white pawn · c2 white pawn · d2 white pawn · f2 white pawn · g2 white pawn · h2 white pawn · a1 white rook · c1 white bishop · d1 white queen · e1 white king · f1 white bishop · g1 white knight · h1 white rook | a8 black rook · b8 black knight · c8 black bishop · d8 black queen · e8 black king · f8 black bishop · g8 black knight · h8 black rook · a7 black pawn · b7 black pawn · c7 black pawn · d7 black pawn · f7 black pawn · g7 black pawn · h7 black pawn · e5 black pawn · e4 white pawn · c3 white knight · a2 white pawn · b2 white pawn · c2 white pawn · d2 white pawn · f2 white pawn · g2 white pawn · h2 white pawn · a1 white rook · c1 white bishop · d1 white queen · e1 white king · f1 white bishop · g1 white knight · h1 white rook | a8 black rook · b8 black knight · c8 black bishop · d8 black queen · e8 black king · f8 black bishop · g8 black knight · h8 black rook · a7 black pawn · b7 black pawn · c7 black pawn · d7 black pawn · f7 black pawn · g7 black pawn · h7 black pawn · e5 black pawn · e4 white pawn · c3 white knight · a2 white pawn · b2 white pawn · c2 white pawn · d2 white pawn · f2 white pawn · g2 white pawn · h2 white pawn · a1 white rook · c1 white bishop · d1 white queen · e1 white king · f1 white bishop · g1 white knight · h1 white rook | a8 black rook · b8 black knight · c8 black bishop · d8 black queen · e8 black king · f8 black bishop · g8 black knight · h8 black rook · a7 black pawn · b7 black pawn · c7 black pawn · d7 black pawn · f7 black pawn · g7 black pawn · h7 black pawn · e5 black pawn · e4 white pawn · c3 white knight · a2 white pawn · b2 white pawn · c2 white pawn · d2 white pawn · f2 white pawn · g2 white pawn · h2 white pawn · a1 white rook · c1 white bishop · d1 white queen · e1 white king · f1 white bishop · g1 white knight · h1 white rook | a8 black rook · b8 black knight · c8 black bishop · d8 black queen · e8 black king · f8 black bishop · g8 black knight · h8 black rook · a7 black pawn · b7 black pawn · c7 black pawn · d7 black pawn · f7 black pawn · g7 black pawn · h7 black pawn · e5 black pawn · e4 white pawn · c3 white knight · a2 white pawn · b2 white pawn · c2 white pawn · d2 white pawn · f2 white pawn · g2 white pawn · h2 white pawn · a1 white rook · c1 white bishop · d1 white queen · e1 white king · f1 white bishop · g1 white knight · h1 white rook | a8 black rook · b8 black knight · c8 black bishop · d8 black queen · e8 black king · f8 black bishop · g8 black knight · h8 black rook · a7 black pawn · b7 black pawn · c7 black pawn · d7 black pawn · f7 black pawn · g7 black pawn · h7 black pawn · e5 black pawn · e4 white pawn · c3 white knight · a2 white pawn · b2 white pawn · c2 white pawn · d2 white pawn · f2 white pawn · g2 white pawn · h2 white pawn · a1 white rook · c1 white bishop · d1 white queen · e1 white king · f1 white bishop · g1 white knight · h1 white rook | a8 black rook · b8 black knight · c8 black bishop · d8 black queen · e8 black king · f8 black bishop · g8 black knight · h8 black rook · a7 black pawn · b7 black pawn · c7 black pawn · d7 black pawn · f7 black pawn · g7 black pawn · h7 black pawn · e5 black pawn · e4 white pawn · c3 white knight · a2 white pawn · b2 white pawn · c2 white pawn · d2 white pawn · f2 white pawn · g2 white pawn · h2 white pawn · a1 white rook · c1 white bishop · d1 white queen · e1 white king · f1 white bishop · g1 white knight · h1 white rook | a8 black rook · b8 black knight · c8 black bishop · d8 black queen · e8 black king · f8 black bishop · g8 black knight · h8 black rook · a7 black pawn · b7 black pawn · c7 black pawn · d7 black pawn · f7 black pawn · g7 black pawn · h7 black pawn · e5 black pawn · e4 white pawn · c3 white knight · a2 white pawn · b2 white pawn · c2 white pawn · d2 white pawn · f2 white pawn · g2 white pawn · h2 white pawn · a1 white rook · c1 white bishop · d1 white queen · e1 white king · f1 white bishop · g1 white knight · h1 white rook | 7 |
| 6 | a8 black rook · b8 black knight · c8 black bishop · d8 black queen · e8 black king · f8 black bishop · g8 black knight · h8 black rook · a7 black pawn · b7 black pawn · c7 black pawn · d7 black pawn · f7 black pawn · g7 black pawn · h7 black pawn · e5 black pawn · e4 white pawn · c3 white knight · a2 white pawn · b2 white pawn · c2 white pawn · d2 white pawn · f2 white pawn · g2 white pawn · h2 white pawn · a1 white rook · c1 white bishop · d1 white queen · e1 white king · f1 white bishop · g1 white knight · h1 white rook | a8 black rook · b8 black knight · c8 black bishop · d8 black queen · e8 black king · f8 black bishop · g8 black knight · h8 black rook · a7 black pawn · b7 black pawn · c7 black pawn · d7 black pawn · f7 black pawn · g7 black pawn · h7 black pawn · e5 black pawn · e4 white pawn · c3 white knight · a2 white pawn · b2 white pawn · c2 white pawn · d2 white pawn · f2 white pawn · g2 white pawn · h2 white pawn · a1 white rook · c1 white bishop · d1 white queen · e1 white king · f1 white bishop · g1 white knight · h1 white rook | a8 black rook · b8 black knight · c8 black bishop · d8 black queen · e8 black king · f8 black bishop · g8 black knight · h8 black rook · a7 black pawn · b7 black pawn · c7 black pawn · d7 black pawn · f7 black pawn · g7 black pawn · h7 black pawn · e5 black pawn · e4 white pawn · c3 white knight · a2 white pawn · b2 white pawn · c2 white pawn · d2 white pawn · f2 white pawn · g2 white pawn · h2 white pawn · a1 white rook · c1 white bishop · d1 white queen · e1 white king · f1 white bishop · g1 white knight · h1 white rook | a8 black rook · b8 black knight · c8 black bishop · d8 black queen · e8 black king · f8 black bishop · g8 black knight · h8 black rook · a7 black pawn · b7 black pawn · c7 black pawn · d7 black pawn · f7 black pawn · g7 black pawn · h7 black pawn · e5 black pawn · e4 white pawn · c3 white knight · a2 white pawn · b2 white pawn · c2 white pawn · d2 white pawn · f2 white pawn · g2 white pawn · h2 white pawn · a1 white rook · c1 white bishop · d1 white queen · e1 white king · f1 white bishop · g1 white knight · h1 white rook | a8 black rook · b8 black knight · c8 black bishop · d8 black queen · e8 black king · f8 black bishop · g8 black knight · h8 black rook · a7 black pawn · b7 black pawn · c7 black pawn · d7 black pawn · f7 black pawn · g7 black pawn · h7 black pawn · e5 black pawn · e4 white pawn · c3 white knight · a2 white pawn · b2 white pawn · c2 white pawn · d2 white pawn · f2 white pawn · g2 white pawn · h2 white pawn · a1 white rook · c1 white bishop · d1 white queen · e1 white king · f1 white bishop · g1 white knight · h1 white rook | a8 black rook · b8 black knight · c8 black bishop · d8 black queen · e8 black king · f8 black bishop · g8 black knight · h8 black rook · a7 black pawn · b7 black pawn · c7 black pawn · d7 black pawn · f7 black pawn · g7 black pawn · h7 black pawn · e5 black pawn · e4 white pawn · c3 white knight · a2 white pawn · b2 white pawn · c2 white pawn · d2 white pawn · f2 white pawn · g2 white pawn · h2 white pawn · a1 white rook · c1 white bishop · d1 white queen · e1 white king · f1 white bishop · g1 white knight · h1 white rook | a8 black rook · b8 black knight · c8 black bishop · d8 black queen · e8 black king · f8 black bishop · g8 black knight · h8 black rook · a7 black pawn · b7 black pawn · c7 black pawn · d7 black pawn · f7 black pawn · g7 black pawn · h7 black pawn · e5 black pawn · e4 white pawn · c3 white knight · a2 white pawn · b2 white pawn · c2 white pawn · d2 white pawn · f2 white pawn · g2 white pawn · h2 white pawn · a1 white rook · c1 white bishop · d1 white queen · e1 white king · f1 white bishop · g1 white knight · h1 white rook | a8 black rook · b8 black knight · c8 black bishop · d8 black queen · e8 black king · f8 black bishop · g8 black knight · h8 black rook · a7 black pawn · b7 black pawn · c7 black pawn · d7 black pawn · f7 black pawn · g7 black pawn · h7 black pawn · e5 black pawn · e4 white pawn · c3 white knight · a2 white pawn · b2 white pawn · c2 white pawn · d2 white pawn · f2 white pawn · g2 white pawn · h2 white pawn · a1 white rook · c1 white bishop · d1 white queen · e1 white king · f1 white bishop · g1 white knight · h1 white rook | 6 |
| 5 | a8 black rook · b8 black knight · c8 black bishop · d8 black queen · e8 black king · f8 black bishop · g8 black knight · h8 black rook · a7 black pawn · b7 black pawn · c7 black pawn · d7 black pawn · f7 black pawn · g7 black pawn · h7 black pawn · e5 black pawn · e4 white pawn · c3 white knight · a2 white pawn · b2 white pawn · c2 white pawn · d2 white pawn · f2 white pawn · g2 white pawn · h2 white pawn · a1 white rook · c1 white bishop · d1 white queen · e1 white king · f1 white bishop · g1 white knight · h1 white rook | a8 black rook · b8 black knight · c8 black bishop · d8 black queen · e8 black king · f8 black bishop · g8 black knight · h8 black rook · a7 black pawn · b7 black pawn · c7 black pawn · d7 black pawn · f7 black pawn · g7 black pawn · h7 black pawn · e5 black pawn · e4 white pawn · c3 white knight · a2 white pawn · b2 white pawn · c2 white pawn · d2 white pawn · f2 white pawn · g2 white pawn · h2 white pawn · a1 white rook · c1 white bishop · d1 white queen · e1 white king · f1 white bishop · g1 white knight · h1 white rook | a8 black rook · b8 black knight · c8 black bishop · d8 black queen · e8 black king · f8 black bishop · g8 black knight · h8 black rook · a7 black pawn · b7 black pawn · c7 black pawn · d7 black pawn · f7 black pawn · g7 black pawn · h7 black pawn · e5 black pawn · e4 white pawn · c3 white knight · a2 white pawn · b2 white pawn · c2 white pawn · d2 white pawn · f2 white pawn · g2 white pawn · h2 white pawn · a1 white rook · c1 white bishop · d1 white queen · e1 white king · f1 white bishop · g1 white knight · h1 white rook | a8 black rook · b8 black knight · c8 black bishop · d8 black queen · e8 black king · f8 black bishop · g8 black knight · h8 black rook · a7 black pawn · b7 black pawn · c7 black pawn · d7 black pawn · f7 black pawn · g7 black pawn · h7 black pawn · e5 black pawn · e4 white pawn · c3 white knight · a2 white pawn · b2 white pawn · c2 white pawn · d2 white pawn · f2 white pawn · g2 white pawn · h2 white pawn · a1 white rook · c1 white bishop · d1 white queen · e1 white king · f1 white bishop · g1 white knight · h1 white rook | a8 black rook · b8 black knight · c8 black bishop · d8 black queen · e8 black king · f8 black bishop · g8 black knight · h8 black rook · a7 black pawn · b7 black pawn · c7 black pawn · d7 black pawn · f7 black pawn · g7 black pawn · h7 black pawn · e5 black pawn · e4 white pawn · c3 white knight · a2 white pawn · b2 white pawn · c2 white pawn · d2 white pawn · f2 white pawn · g2 white pawn · h2 white pawn · a1 white rook · c1 white bishop · d1 white queen · e1 white king · f1 white bishop · g1 white knight · h1 white rook | a8 black rook · b8 black knight · c8 black bishop · d8 black queen · e8 black king · f8 black bishop · g8 black knight · h8 black rook · a7 black pawn · b7 black pawn · c7 black pawn · d7 black pawn · f7 black pawn · g7 black pawn · h7 black pawn · e5 black pawn · e4 white pawn · c3 white knight · a2 white pawn · b2 white pawn · c2 white pawn · d2 white pawn · f2 white pawn · g2 white pawn · h2 white pawn · a1 white rook · c1 white bishop · d1 white queen · e1 white king · f1 white bishop · g1 white knight · h1 white rook | a8 black rook · b8 black knight · c8 black bishop · d8 black queen · e8 black king · f8 black bishop · g8 black knight · h8 black rook · a7 black pawn · b7 black pawn · c7 black pawn · d7 black pawn · f7 black pawn · g7 black pawn · h7 black pawn · e5 black pawn · e4 white pawn · c3 white knight · a2 white pawn · b2 white pawn · c2 white pawn · d2 white pawn · f2 white pawn · g2 white pawn · h2 white pawn · a1 white rook · c1 white bishop · d1 white queen · e1 white king · f1 white bishop · g1 white knight · h1 white rook | a8 black rook · b8 black knight · c8 black bishop · d8 black queen · e8 black king · f8 black bishop · g8 black knight · h8 black rook · a7 black pawn · b7 black pawn · c7 black pawn · d7 black pawn · f7 black pawn · g7 black pawn · h7 black pawn · e5 black pawn · e4 white pawn · c3 white knight · a2 white pawn · b2 white pawn · c2 white pawn · d2 white pawn · f2 white pawn · g2 white pawn · h2 white pawn · a1 white rook · c1 white bishop · d1 white queen · e1 white king · f1 white bishop · g1 white knight · h1 white rook | 5 |
| 4 | a8 black rook · b8 black knight · c8 black bishop · d8 black queen · e8 black king · f8 black bishop · g8 black knight · h8 black rook · a7 black pawn · b7 black pawn · c7 black pawn · d7 black pawn · f7 black pawn · g7 black pawn · h7 black pawn · e5 black pawn · e4 white pawn · c3 white knight · a2 white pawn · b2 white pawn · c2 white pawn · d2 white pawn · f2 white pawn · g2 white pawn · h2 white pawn · a1 white rook · c1 white bishop · d1 white queen · e1 white king · f1 white bishop · g1 white knight · h1 white rook | a8 black rook · b8 black knight · c8 black bishop · d8 black queen · e8 black king · f8 black bishop · g8 black knight · h8 black rook · a7 black pawn · b7 black pawn · c7 black pawn · d7 black pawn · f7 black pawn · g7 black pawn · h7 black pawn · e5 black pawn · e4 white pawn · c3 white knight · a2 white pawn · b2 white pawn · c2 white pawn · d2 white pawn · f2 white pawn · g2 white pawn · h2 white pawn · a1 white rook · c1 white bishop · d1 white queen · e1 white king · f1 white bishop · g1 white knight · h1 white rook | a8 black rook · b8 black knight · c8 black bishop · d8 black queen · e8 black king · f8 black bishop · g8 black knight · h8 black rook · a7 black pawn · b7 black pawn · c7 black pawn · d7 black pawn · f7 black pawn · g7 black pawn · h7 black pawn · e5 black pawn · e4 white pawn · c3 white knight · a2 white pawn · b2 white pawn · c2 white pawn · d2 white pawn · f2 white pawn · g2 white pawn · h2 white pawn · a1 white rook · c1 white bishop · d1 white queen · e1 white king · f1 white bishop · g1 white knight · h1 white rook | a8 black rook · b8 black knight · c8 black bishop · d8 black queen · e8 black king · f8 black bishop · g8 black knight · h8 black rook · a7 black pawn · b7 black pawn · c7 black pawn · d7 black pawn · f7 black pawn · g7 black pawn · h7 black pawn · e5 black pawn · e4 white pawn · c3 white knight · a2 white pawn · b2 white pawn · c2 white pawn · d2 white pawn · f2 white pawn · g2 white pawn · h2 white pawn · a1 white rook · c1 white bishop · d1 white queen · e1 white king · f1 white bishop · g1 white knight · h1 white rook | a8 black rook · b8 black knight · c8 black bishop · d8 black queen · e8 black king · f8 black bishop · g8 black knight · h8 black rook · a7 black pawn · b7 black pawn · c7 black pawn · d7 black pawn · f7 black pawn · g7 black pawn · h7 black pawn · e5 black pawn · e4 white pawn · c3 white knight · a2 white pawn · b2 white pawn · c2 white pawn · d2 white pawn · f2 white pawn · g2 white pawn · h2 white pawn · a1 white rook · c1 white bishop · d1 white queen · e1 white king · f1 white bishop · g1 white knight · h1 white rook | a8 black rook · b8 black knight · c8 black bishop · d8 black queen · e8 black king · f8 black bishop · g8 black knight · h8 black rook · a7 black pawn · b7 black pawn · c7 black pawn · d7 black pawn · f7 black pawn · g7 black pawn · h7 black pawn · e5 black pawn · e4 white pawn · c3 white knight · a2 white pawn · b2 white pawn · c2 white pawn · d2 white pawn · f2 white pawn · g2 white pawn · h2 white pawn · a1 white rook · c1 white bishop · d1 white queen · e1 white king · f1 white bishop · g1 white knight · h1 white rook | a8 black rook · b8 black knight · c8 black bishop · d8 black queen · e8 black king · f8 black bishop · g8 black knight · h8 black rook · a7 black pawn · b7 black pawn · c7 black pawn · d7 black pawn · f7 black pawn · g7 black pawn · h7 black pawn · e5 black pawn · e4 white pawn · c3 white knight · a2 white pawn · b2 white pawn · c2 white pawn · d2 white pawn · f2 white pawn · g2 white pawn · h2 white pawn · a1 white rook · c1 white bishop · d1 white queen · e1 white king · f1 white bishop · g1 white knight · h1 white rook | a8 black rook · b8 black knight · c8 black bishop · d8 black queen · e8 black king · f8 black bishop · g8 black knight · h8 black rook · a7 black pawn · b7 black pawn · c7 black pawn · d7 black pawn · f7 black pawn · g7 black pawn · h7 black pawn · e5 black pawn · e4 white pawn · c3 white knight · a2 white pawn · b2 white pawn · c2 white pawn · d2 white pawn · f2 white pawn · g2 white pawn · h2 white pawn · a1 white rook · c1 white bishop · d1 white queen · e1 white king · f1 white bishop · g1 white knight · h1 white rook | 4 |
| 3 | a8 black rook · b8 black knight · c8 black bishop · d8 black queen · e8 black king · f8 black bishop · g8 black knight · h8 black rook · a7 black pawn · b7 black pawn · c7 black pawn · d7 black pawn · f7 black pawn · g7 black pawn · h7 black pawn · e5 black pawn · e4 white pawn · c3 white knight · a2 white pawn · b2 white pawn · c2 white pawn · d2 white pawn · f2 white pawn · g2 white pawn · h2 white pawn · a1 white rook · c1 white bishop · d1 white queen · e1 white king · f1 white bishop · g1 white knight · h1 white rook | a8 black rook · b8 black knight · c8 black bishop · d8 black queen · e8 black king · f8 black bishop · g8 black knight · h8 black rook · a7 black pawn · b7 black pawn · c7 black pawn · d7 black pawn · f7 black pawn · g7 black pawn · h7 black pawn · e5 black pawn · e4 white pawn · c3 white knight · a2 white pawn · b2 white pawn · c2 white pawn · d2 white pawn · f2 white pawn · g2 white pawn · h2 white pawn · a1 white rook · c1 white bishop · d1 white queen · e1 white king · f1 white bishop · g1 white knight · h1 white rook | a8 black rook · b8 black knight · c8 black bishop · d8 black queen · e8 black king · f8 black bishop · g8 black knight · h8 black rook · a7 black pawn · b7 black pawn · c7 black pawn · d7 black pawn · f7 black pawn · g7 black pawn · h7 black pawn · e5 black pawn · e4 white pawn · c3 white knight · a2 white pawn · b2 white pawn · c2 white pawn · d2 white pawn · f2 white pawn · g2 white pawn · h2 white pawn · a1 white rook · c1 white bishop · d1 white queen · e1 white king · f1 white bishop · g1 white knight · h1 white rook | a8 black rook · b8 black knight · c8 black bishop · d8 black queen · e8 black king · f8 black bishop · g8 black knight · h8 black rook · a7 black pawn · b7 black pawn · c7 black pawn · d7 black pawn · f7 black pawn · g7 black pawn · h7 black pawn · e5 black pawn · e4 white pawn · c3 white knight · a2 white pawn · b2 white pawn · c2 white pawn · d2 white pawn · f2 white pawn · g2 white pawn · h2 white pawn · a1 white rook · c1 white bishop · d1 white queen · e1 white king · f1 white bishop · g1 white knight · h1 white rook | a8 black rook · b8 black knight · c8 black bishop · d8 black queen · e8 black king · f8 black bishop · g8 black knight · h8 black rook · a7 black pawn · b7 black pawn · c7 black pawn · d7 black pawn · f7 black pawn · g7 black pawn · h7 black pawn · e5 black pawn · e4 white pawn · c3 white knight · a2 white pawn · b2 white pawn · c2 white pawn · d2 white pawn · f2 white pawn · g2 white pawn · h2 white pawn · a1 white rook · c1 white bishop · d1 white queen · e1 white king · f1 white bishop · g1 white knight · h1 white rook | a8 black rook · b8 black knight · c8 black bishop · d8 black queen · e8 black king · f8 black bishop · g8 black knight · h8 black rook · a7 black pawn · b7 black pawn · c7 black pawn · d7 black pawn · f7 black pawn · g7 black pawn · h7 black pawn · e5 black pawn · e4 white pawn · c3 white knight · a2 white pawn · b2 white pawn · c2 white pawn · d2 white pawn · f2 white pawn · g2 white pawn · h2 white pawn · a1 white rook · c1 white bishop · d1 white queen · e1 white king · f1 white bishop · g1 white knight · h1 white rook | a8 black rook · b8 black knight · c8 black bishop · d8 black queen · e8 black king · f8 black bishop · g8 black knight · h8 black rook · a7 black pawn · b7 black pawn · c7 black pawn · d7 black pawn · f7 black pawn · g7 black pawn · h7 black pawn · e5 black pawn · e4 white pawn · c3 white knight · a2 white pawn · b2 white pawn · c2 white pawn · d2 white pawn · f2 white pawn · g2 white pawn · h2 white pawn · a1 white rook · c1 white bishop · d1 white queen · e1 white king · f1 white bishop · g1 white knight · h1 white rook | a8 black rook · b8 black knight · c8 black bishop · d8 black queen · e8 black king · f8 black bishop · g8 black knight · h8 black rook · a7 black pawn · b7 black pawn · c7 black pawn · d7 black pawn · f7 black pawn · g7 black pawn · h7 black pawn · e5 black pawn · e4 white pawn · c3 white knight · a2 white pawn · b2 white pawn · c2 white pawn · d2 white pawn · f2 white pawn · g2 white pawn · h2 white pawn · a1 white rook · c1 white bishop · d1 white queen · e1 white king · f1 white bishop · g1 white knight · h1 white rook | 3 |
| 2 | a8 black rook · b8 black knight · c8 black bishop · d8 black queen · e8 black king · f8 black bishop · g8 black knight · h8 black rook · a7 black pawn · b7 black pawn · c7 black pawn · d7 black pawn · f7 black pawn · g7 black pawn · h7 black pawn · e5 black pawn · e4 white pawn · c3 white knight · a2 white pawn · b2 white pawn · c2 white pawn · d2 white pawn · f2 white pawn · g2 white pawn · h2 white pawn · a1 white rook · c1 white bishop · d1 white queen · e1 white king · f1 white bishop · g1 white knight · h1 white rook | a8 black rook · b8 black knight · c8 black bishop · d8 black queen · e8 black king · f8 black bishop · g8 black knight · h8 black rook · a7 black pawn · b7 black pawn · c7 black pawn · d7 black pawn · f7 black pawn · g7 black pawn · h7 black pawn · e5 black pawn · e4 white pawn · c3 white knight · a2 white pawn · b2 white pawn · c2 white pawn · d2 white pawn · f2 white pawn · g2 white pawn · h2 white pawn · a1 white rook · c1 white bishop · d1 white queen · e1 white king · f1 white bishop · g1 white knight · h1 white rook | a8 black rook · b8 black knight · c8 black bishop · d8 black queen · e8 black king · f8 black bishop · g8 black knight · h8 black rook · a7 black pawn · b7 black pawn · c7 black pawn · d7 black pawn · f7 black pawn · g7 black pawn · h7 black pawn · e5 black pawn · e4 white pawn · c3 white knight · a2 white pawn · b2 white pawn · c2 white pawn · d2 white pawn · f2 white pawn · g2 white pawn · h2 white pawn · a1 white rook · c1 white bishop · d1 white queen · e1 white king · f1 white bishop · g1 white knight · h1 white rook | a8 black rook · b8 black knight · c8 black bishop · d8 black queen · e8 black king · f8 black bishop · g8 black knight · h8 black rook · a7 black pawn · b7 black pawn · c7 black pawn · d7 black pawn · f7 black pawn · g7 black pawn · h7 black pawn · e5 black pawn · e4 white pawn · c3 white knight · a2 white pawn · b2 white pawn · c2 white pawn · d2 white pawn · f2 white pawn · g2 white pawn · h2 white pawn · a1 white rook · c1 white bishop · d1 white queen · e1 white king · f1 white bishop · g1 white knight · h1 white rook | a8 black rook · b8 black knight · c8 black bishop · d8 black queen · e8 black king · f8 black bishop · g8 black knight · h8 black rook · a7 black pawn · b7 black pawn · c7 black pawn · d7 black pawn · f7 black pawn · g7 black pawn · h7 black pawn · e5 black pawn · e4 white pawn · c3 white knight · a2 white pawn · b2 white pawn · c2 white pawn · d2 white pawn · f2 white pawn · g2 white pawn · h2 white pawn · a1 white rook · c1 white bishop · d1 white queen · e1 white king · f1 white bishop · g1 white knight · h1 white rook | a8 black rook · b8 black knight · c8 black bishop · d8 black queen · e8 black king · f8 black bishop · g8 black knight · h8 black rook · a7 black pawn · b7 black pawn · c7 black pawn · d7 black pawn · f7 black pawn · g7 black pawn · h7 black pawn · e5 black pawn · e4 white pawn · c3 white knight · a2 white pawn · b2 white pawn · c2 white pawn · d2 white pawn · f2 white pawn · g2 white pawn · h2 white pawn · a1 white rook · c1 white bishop · d1 white queen · e1 white king · f1 white bishop · g1 white knight · h1 white rook | a8 black rook · b8 black knight · c8 black bishop · d8 black queen · e8 black king · f8 black bishop · g8 black knight · h8 black rook · a7 black pawn · b7 black pawn · c7 black pawn · d7 black pawn · f7 black pawn · g7 black pawn · h7 black pawn · e5 black pawn · e4 white pawn · c3 white knight · a2 white pawn · b2 white pawn · c2 white pawn · d2 white pawn · f2 white pawn · g2 white pawn · h2 white pawn · a1 white rook · c1 white bishop · d1 white queen · e1 white king · f1 white bishop · g1 white knight · h1 white rook | a8 black rook · b8 black knight · c8 black bishop · d8 black queen · e8 black king · f8 black bishop · g8 black knight · h8 black rook · a7 black pawn · b7 black pawn · c7 black pawn · d7 black pawn · f7 black pawn · g7 black pawn · h7 black pawn · e5 black pawn · e4 white pawn · c3 white knight · a2 white pawn · b2 white pawn · c2 white pawn · d2 white pawn · f2 white pawn · g2 white pawn · h2 white pawn · a1 white rook · c1 white bishop · d1 white queen · e1 white king · f1 white bishop · g1 white knight · h1 white rook | 2 |
| 1 | a8 black rook · b8 black knight · c8 black bishop · d8 black queen · e8 black king · f8 black bishop · g8 black knight · h8 black rook · a7 black pawn · b7 black pawn · c7 black pawn · d7 black pawn · f7 black pawn · g7 black pawn · h7 black pawn · e5 black pawn · e4 white pawn · c3 white knight · a2 white pawn · b2 white pawn · c2 white pawn · d2 white pawn · f2 white pawn · g2 white pawn · h2 white pawn · a1 white rook · c1 white bishop · d1 white queen · e1 white king · f1 white bishop · g1 white knight · h1 white rook | a8 black rook · b8 black knight · c8 black bishop · d8 black queen · e8 black king · f8 black bishop · g8 black knight · h8 black rook · a7 black pawn · b7 black pawn · c7 black pawn · d7 black pawn · f7 black pawn · g7 black pawn · h7 black pawn · e5 black pawn · e4 white pawn · c3 white knight · a2 white pawn · b2 white pawn · c2 white pawn · d2 white pawn · f2 white pawn · g2 white pawn · h2 white pawn · a1 white rook · c1 white bishop · d1 white queen · e1 white king · f1 white bishop · g1 white knight · h1 white rook | a8 black rook · b8 black knight · c8 black bishop · d8 black queen · e8 black king · f8 black bishop · g8 black knight · h8 black rook · a7 black pawn · b7 black pawn · c7 black pawn · d7 black pawn · f7 black pawn · g7 black pawn · h7 black pawn · e5 black pawn · e4 white pawn · c3 white knight · a2 white pawn · b2 white pawn · c2 white pawn · d2 white pawn · f2 white pawn · g2 white pawn · h2 white pawn · a1 white rook · c1 white bishop · d1 white queen · e1 white king · f1 white bishop · g1 white knight · h1 white rook | a8 black rook · b8 black knight · c8 black bishop · d8 black queen · e8 black king · f8 black bishop · g8 black knight · h8 black rook · a7 black pawn · b7 black pawn · c7 black pawn · d7 black pawn · f7 black pawn · g7 black pawn · h7 black pawn · e5 black pawn · e4 white pawn · c3 white knight · a2 white pawn · b2 white pawn · c2 white pawn · d2 white pawn · f2 white pawn · g2 white pawn · h2 white pawn · a1 white rook · c1 white bishop · d1 white queen · e1 white king · f1 white bishop · g1 white knight · h1 white rook | a8 black rook · b8 black knight · c8 black bishop · d8 black queen · e8 black king · f8 black bishop · g8 black knight · h8 black rook · a7 black pawn · b7 black pawn · c7 black pawn · d7 black pawn · f7 black pawn · g7 black pawn · h7 black pawn · e5 black pawn · e4 white pawn · c3 white knight · a2 white pawn · b2 white pawn · c2 white pawn · d2 white pawn · f2 white pawn · g2 white pawn · h2 white pawn · a1 white rook · c1 white bishop · d1 white queen · e1 white king · f1 white bishop · g1 white knight · h1 white rook | a8 black rook · b8 black knight · c8 black bishop · d8 black queen · e8 black king · f8 black bishop · g8 black knight · h8 black rook · a7 black pawn · b7 black pawn · c7 black pawn · d7 black pawn · f7 black pawn · g7 black pawn · h7 black pawn · e5 black pawn · e4 white pawn · c3 white knight · a2 white pawn · b2 white pawn · c2 white pawn · d2 white pawn · f2 white pawn · g2 white pawn · h2 white pawn · a1 white rook · c1 white bishop · d1 white queen · e1 white king · f1 white bishop · g1 white knight · h1 white rook | a8 black rook · b8 black knight · c8 black bishop · d8 black queen · e8 black king · f8 black bishop · g8 black knight · h8 black rook · a7 black pawn · b7 black pawn · c7 black pawn · d7 black pawn · f7 black pawn · g7 black pawn · h7 black pawn · e5 black pawn · e4 white pawn · c3 white knight · a2 white pawn · b2 white pawn · c2 white pawn · d2 white pawn · f2 white pawn · g2 white pawn · h2 white pawn · a1 white rook · c1 white bishop · d1 white queen · e1 white king · f1 white bishop · g1 white knight · h1 white rook | a8 black rook · b8 black knight · c8 black bishop · d8 black queen · e8 black king · f8 black bishop · g8 black knight · h8 black rook · a7 black pawn · b7 black pawn · c7 black pawn · d7 black pawn · f7 black pawn · g7 black pawn · h7 black pawn · e5 black pawn · e4 white pawn · c3 white knight · a2 white pawn · b2 white pawn · c2 white pawn · d2 white pawn · f2 white pawn · g2 white pawn · h2 white pawn · a1 white rook · c1 white bishop · d1 white queen · e1 white king · f1 white bishop · g1 white knight · h1 white rook | 1 |
|   | a | b | c | d | e | f | g | h |   |

Бечка па́ртија је шаховско отварање које почиње потезима:
1. e2-e4 e7-e5 2. Сб1-ц3.

## Историја
Беч, некада један од шаховских центара света, ушао је у историју шаховских отварања захваљијући својим шахистима. Они су средином XIX века анализирали отварање чији је циљ да се потезом 2. Сб1-ц3 прво онемогући противудар да д7-д5 (као што је случај у Фалкберовом противгамбиту и да се тек тада пешак постави на ф2-ф4. На челу бечких шахиста који су заслужни за анализе и пропагирање овог отварања био је Хампе (1814—1876). Бечку партију, које данас нема на већим шаховским турнирима, касније су анализирали велики мајстори шаха Жак Мизес и Рудолф Шпилман (1884—1942). Ово отварање су са успехом за белог примењивали Рудолф Шпилман и Бент Ларсен.

## Основне варијанте
После 2. Сб1-ц3 црни има два главна наставка:
- 2…Сф8-ф6 — најраспрострањенији. Тада је бели пред избором:
  - 3. ф2-ф4 — прелазећи на игру у духу краљевог гамбита
  - 3. Лф1-ц4 — тежећи да добије позицију у духу ловчевог отварања. На напад 3…Сф6:e4 са идејом на 4. Сц3:e4 се одговара са 4…д7-д5, при чему је боље не наставити 4. Сц4:ф7+ Kpe8:ф7 5. Сц3:e4 d7-d5, што води ка предности црног, а 4. Дд1-х5 Се4-д6 5. Лц4-б3 Сб8-ц6 6. Сц3-б5 г7-г6 7. Дх5-ф3 ф7-ф5 8. Дф3-д5 Дд8-e7 9. Сб5:ц7+ Kpe8-д8 10. Сц7:a8 б7-б6.
- 2…Кб8-ц6 — мање активан, а притом и редак потез.

Бели се може сачувати од ове варијанте потезом 3. Сг1-ф3, прелазећи у Игру четири скакача.